# Chiesa di Santa Maria Assunta (Trenzano)
La chiesa di Santa Maria Assunta è la parrocchiale di Trenzano, in provincia e diocesi di Brescia; fa parte della zona pastorale della Bassa Occidentale dell'Oglio.
Al suo interno son custodite varie reliquie tra le quali una falange di san Gottardo, patrono del paese.

## Storia
L'attuale parrocchia è stata frutto di un restauro-ampliamento tra il 1720 e il 1740 della precedente chiesa di San Giorgio, a navata unica è edificata nella località detta "Forca" a sud di Trenzano davanti alla cappella gentilizia Ducco.
Sono presenti tele e quadri, di epoche varie di artisti bresciani e cremonesi. È presente un bronzo di san Gottardo, regalato dall'amministrazione comunale alla parrocchia. Un'altra statua del santo, vestita con paramenti originali tempestati di pietre preziose, viene portata per le vie del paese ogni anno, il 4 maggio per la solenne messa e processione dedicata al patrono.
Oltre all'altare principale, nella chiesa sono presenti altari secondari, i reliquiari, i paramenti sacri e i gioielli della chiesa, esposti sotto il periodo di san Gottardo assieme ai candelabri in oro, bronzo e argento.

## Descrizione

### Esterno
La chiesa è circondata per la facciata e per il lato nord da un prato delimitato da un muretto alto un metro dove fino al periodo napoleonico venivano seppelliti i morti.
Il lato dell'abside è bagnato dal Vaso Fiume di Trenzano, e da vari fontanili che nascono in questa zona.
Il lato sud invece è affiancato dall'oratorio e dalla casa del parroco e da altri edifici adiacenti come la sagrestia e la “Piscina”.
Di fronte alla chiesa inoltre si erge la cappella gentilizia Ducco, una chiesina oggi sconsacrata e usata come mostra durante vari periodi dell'anno.

### Interno
A navata unica con una volta a botte affrescata.
Vi sono sei colonne per parte con cinque cappelle con altari e tele di varie epoche, la sagrestia è posta a sinistra dell'altare maggiore che separato da un battistero e il posto della lettura del vangelo è posto sotto un cupolotto affiancato dai due organi settecenteschi.
Entrando dal fondo, il primo dipinto che si incontra sulla sinistra, incastonato in un'edicola sorretta da due colonne in marmo(caratteristica della parrocchiale), rappresenta san Carlo Borromeo e san Firmo, protettore del bestiame. È opera di Francesco Monti ed è stato dipinto nel XVIII secolo. Su Questa tela è stato posto in rialzo un crocifisso ligneo.
Il secondo dipinto del pittore Pompeo Batoni (XVIII secolo), rappresenta l'Immacolata che tiene il braccio a Gesù Bambino. Ai suoi piedi sono presenti due simboli:il mostro e la falce di luna insolitamente rovesciata. Nelle raffigurazioni tradizionali della Vergine Maria l'immagine della mezzaluna inizia ad apparire nelle icone sacre dopo gli scontri tra cristiani e musulmani, nel XVI secolo, in particolare dopo la Battaglia di Lepanto, cui parteciparono anche molti Trenzanesi.
Il terzo dipinto, sempre a sinistra, raffigura la peste che, forse giungendo da Palazzolo sull'Oglio, colpì Trenzano nel XVII secolo.
Sopra tutti i malati, la benedizione di san Nicola da Tolentino, scende tramite "il pane miracoloso". Forse con ciò si voleva ricordare il fatto che la gente lo mangiava e, come per miracolo, guariva dalla peste. Inoltre il santo ha sul capo tre corone, come segno del suo grado elevato di santità.
Il quarto dipinto, uno dei più significativi, raffigura Cristo risorto tra i santi Sebastiano e Rocco. Sullo sfondo, sono stati dipinti probabilmente la chiesa di San Giorgio prima del rifacimento del 1700.
Un altro quadro proviene dal convento di San Michele, nella località omonima. Raffigura l'Immacolata coi santi Francesco e Chiara ed è opera di un maestro bresciano del XVIII secolo.
L'ultimo dipinto, sempre a sinistra dell'altare maggiore, rappresenta la Madonna in Gloria con i santi Carlo Borromeo, Giovanni Batista, Francesco d'Assisi e Giovanni Evangelista, è opera di Palma il Giovane.
La Pala dell'altare maggiore raffigura la Madonna Assunta con i santi Giorgio, Francesco da Paola e Giovanni Nepomuceno, cappellano di corte del re di Praga, nativo di Nepomuk.
A destra dell'altare troviamo la tela raffigurante la Madonna in Gloria con i santi Francesco, Nicola e Michele Arcangelo, che tiene tra le mani una bilancia e dall'altera una lancia che trafigge un drago simbolo del demonio.
L'ultimo personaggio è san Martino che medica un passante.
Il primo altare a destra della navata, è dedicato alla Madonna del Rosario.
I misteri del rosario, fanno da cornice ad una splendida statua della Vergine con il figlio.
L'opera pittorica è di Francesco Savanni.
Il quadro successivo raffigura santa Lucia, un angelo che tiene un piatto con gli occhi della giovane santa, santa Caterina da Alessandria ed infine santa Apollonia.
Il terzo nicchione è dedicato dal 2000 alla statua bronzea di San Gottardo, opera di Federico Severino, rappresentato seduto sul trono episcopale con pastorale e mitra.
Il successivo quadro risalente al 1600 raffigura sant'Antonio da Padova ed è opera di Francesco Nuvolone che lo ritrae mentre colloquia con il bambin Gesù.
Oltre all'altare principale, nella chiesa son presenti altri altari minori, reliquiari, paramenti sacri di pregio inestimabile.
I due altari più preziosi sono quelli dedicati a sant'Antonio e alla Crocifissione, sono formati da due parti: quella superiore detta mensa e quella inferiore detta paliotto.
Sono formati dall'assembramento di tessere di marmi di colori diversi e di pregio inestimabile a formare bellissime scenografie colorate.
Nella sagrestia son conservati i tesori di San Gottardo che vengono fatti indossare dalla statua lignea portata in processione, e altri paramenti in fili d'oro e argento.
Nella sagrestia son presenti anche due statue, la Vergine Addolorata e l'Ecco Homo. Alti 60 cm sono opera degli allievi di Clemente Zamara, e precedentemente erano porti nella chiesa del Convento.
L'organo a canne della chiesa è frutto di una stratificazione di vari strumenti, costruiti dagli organari Montesanti, Acerbis, Tonoli e Maccarinelli tra il 1837 e il 1926; ultimamente venne elettrificato ed ampliato da Stefano Dolfini di Manerbio nei primi anni 2000.
Lo strumento, le cui 1900 canne sono distribuite su due corpi fonici sulle cantorie contrapposte ai lati del presbiterio, dispone di 32 registri; la sua consolle ha due tastiere di 58 tasti e una pedaliera concavo-radiale di 30 note.